# Sisymbrella
Sisymbrella là chi thực vật có hoa trong họ Cải.